# Clonaria libanica
Clonaria libanica är en insektsart som först beskrevs av Boris Petrovich Uvarov 1924.  Clonaria libanica ingår i släktet Clonaria och familjen Diapheromeridae. Inga underarter finns listade i Catalogue of Life.